# 2021年大西洋颶風季
2021年大西洋颶風季為有記錄以來活躍程度仅次于2005和2020的大西洋颶風季，共產生二十一場被命名的風暴，也是繼2020年也是第三次之後其中指定的二十一場個風暴名稱列表已用完的風季。更是連續第六年出現高於平均水平的熱帶氣旋活動的風季。此外，損失總額超過700億美元，是創下經濟損失总额排行榜為四的風季。
僅次於、2005年，2017年及2022年。該風季從2021年6月1日開始，到2021年11月30日結束。按照慣例，這些日期在歷史上描述了大多數大西洋熱帶氣旋形成的每年時期。但是，亞熱帶或熱帶氣旋在一年中的任何時間都有可能發生，就像本季的情況一樣，當熱帶風暴安娜(Ana)於5月22日形成時就使2021年是連續第七年也是最後一年在指定開始之前就形成風暴的風季。該風季是有史以來最活躍的6月，與1886年大西洋飓風季、1909年大西洋飓風季、1936大西洋飓風季和1968大西洋飓風季年同期形成的三場命名風暴持平。在7月1日，颶風艾爾莎(Elsa)形成，超越了2020年的熱帶風暴愛德華成為有記錄以來提前五天最早形成的第五個命名風暴，艾爾莎從巴巴多斯到美國東海岸的大部分地區造成了重大影響，是在本季創下四百萬美元损失的風暴之一。
除了艾爾莎之外，2021年還有幾場颶風對陸地造成嚴重影響。颶風格雷斯(Grace)在登陸墨西哥韋拉克魯斯州之前。增強為三級大型颶風。颶風艾達是一場致命且破壞性极強的颶風，以四級強度在美國路易斯安那州登陸，成為自颶風卡特里娜以來影響該州的最強烈和最具破壞性的熱帶氣旋；并在美國東北部造成了災難性的洪水。到9月，颶風拉里(Larry)在開闊的大西洋上空達到最強大的三級颶風，然後以一級颶風在加拿大紐芬蘭和拉布拉多省登陸。本月晚些時候，颶風尼古拉斯(Nicholas)在得克薩斯州和路易斯安那州的海岸內外都發生了不規律的移動。
本季，美國國家颶風中心 (NHC) 於5月15日開始定期發布熱帶天氣展望，比過去提前兩週發布。考慮到命名系統已經在前六個週期中的每個週期開始之前在大西洋中形成，因此實施了更改。在本風季開始之前，美國國家海洋和大氣局在盆地周圍的關鍵位置部署了五架經過改裝的颶風級帆船，到9月，其中一艘船已經準備好從颶風山姆內部獲取視頻和數據。這是有史以來第一艘在大型颶風中冒險的研究船。

## 已被國際命名的熱帶氣旋

### 熱帶風暴安娜（Ana）
5月20日上午10時，一個低氣壓在百慕達以東生成，美國海軍研究實驗室給予擾動編號90L。
5月22日下午3時，國家颶風中心將其升格為副熱帶風暴，給予熱帶氣旋編號01L，並命名為安娜（Ana）。
5月23日下午3時，國家颶風中心判定轉化為熱帶風暴。
5月24日上午5時，國家颶風中心將其降格為熱帶性低氣壓。上午10時，國家颶風中心判定其已轉化為後熱帶氣旋。

### 熱帶風暴比爾（Bill）
6月12日下午1時，一個非低氣壓在北卡羅萊納州威爾明頓東南生成，美國海軍研究實驗室給予擾動編號93L。
6月14日晚間11時，國家颶風中心將其升格為熱帶低氣壓，給予熱帶氣旋編號02L。
6月15日上午11時，國家颶風中心將其升格為熱帶風暴，並命名為比爾（Bill）。
6月16日上午11時，國家颶風中心判定其已轉化為後熱帶氣旋。

### 熱帶風暴克勞德特（Claudette）
6月11日凌晨2時，一個低氣壓在坎佩切灣生成，美國海軍研究實驗室給予擾動編號92L。
6月18日凌晨2時，國家颶風中心判定其為一潛在熱帶氣旋，給予熱帶氣旋編號03L。
6月19日下午5時，國家颶風中心將其升格為熱帶風暴，並命名為克勞德特（Claudette）。
6月20日上午5時，國家颶風中心將其降格為熱帶性低氣壓。
6月21日下午4國家颶風中心將其再度升格為熱帶風暴。
6月22日上午11時，國家颶風中心將其降格為低氣壓。

### 熱帶風暴丹尼（Danny）
6月27日晚間午10時，一個低氣壓在喬治亞州海岸東南偏東生成，美國海軍研究實驗室給予擾動編號96L。
6月28日晚間10時，國家颶風中心將其升格為熱帶低氣壓，給予熱帶氣旋編號04L。
6月29日凌晨4時，國家颶風中心將其升格為熱帶風暴，並命名為丹尼（Danny）。上午10時，國家颶風中心將其降格為熱帶性低氣壓。下午5時，國家颶風中心將其降格為低氣壓。

### 颶風艾莎（Elsa）
6月29日晚間8時，一個低氣壓在佛得角群島西南生成，美國海軍研究實驗室給予擾動編號97L。
7月1日上午5時，國家颶風中心判定其為一潛在熱帶氣旋，給予熱帶氣旋編號05L。上午9時，國家颶風中心將其升格為熱帶低氣壓。下午3時，國家颶風中心將其升格為熱帶風暴，並命名為艾莎（Elsa）。艾莎是已知最早的第五個命名風暴
衛星時代（1966年至今）大西洋盆地的記錄，打破了愛德華（Edouard）在2020年7月6日保持的紀錄。
7月2日晚間8時，國家颶風中心將其升格為一級颶風。
7月3日晚間11時，國家颶風中心將其降格為熱帶風暴。
7月7日上午8時，國家颶風中心再度將其升格為一級颶風。下午1時，國家颶風中心再度將其降格為熱帶風暴。
7月10日上午5時，國家颶風中心判定其已轉化為溫帶氣旋。

### 熱帶風暴弗雷德（Fred）
8月8日晚間8時，一個低氣壓在向風群島以東生成，美國海軍研究實驗室給予擾動編號94L。
8月10日上午5時，國家颶風中心判定其為一潛在熱帶氣旋，給予熱帶氣旋編號06L。
8月11日上午11時，國家颶風中心將其升格為熱帶風暴，並命名為弗雷德（Fred）。
8月12日上午5時，國家颶風中心將其降格為熱帶性低氣壓。
8月14日晚間11時，國家颶風中心將其降格為低氣壓。
8月15日晚間9時，國家颶風中心再度將其升格為熱帶風暴。
8月17日下午5時，國家颶風中心將其降格為熱帶性低氣壓。

### 颶風葛瑞絲（Grace）
8月12日凌晨2時，一個低氣壓在佛得角群島西南方生成，美國海軍研究實驗室給予擾動編號95L。
8月13日晚間11時，國家颶風中心判定其為一潛在熱帶氣旋，給予熱帶氣旋編號07L。
8月14日凌晨4時，國家颶風中心將其升格為熱帶低氣壓。下午5時，國家颶風中心將其升格為熱帶風暴，並命名為葛瑞絲（Grace）。
8月16日上午5時，國家颶風中心將其降格為熱帶性低氣壓。
8月17日下午3時，國家颶風中心再度將其升格為熱帶風暴。
8月18日晚間11時，國家颶風中心將其升格為一級颶風。
8月19日晚間9時，國家颶風中心再度將其降格為熱帶風暴。
8月20日晚間6時，國家颶風中心再度將其升格為一級颶風。
8月21日上午10時，國家颶風中心將其升格為二級颶風。上午11時，國家颶風中心將其升格為三級颶風。晚間9時，國家颶風中心將其降格為一級颶風。晚間11時，國家颶風中心將其降格為熱帶風暴。
8月22日凌晨3時，國家颶風中心將其降格為低氣壓。其殘餘雲系最後於東北太平洋發展為第十三號熱帶風暴馬蒂（Marty）。

### 颶風恩利（Henri）
8月15日上午7時，一個低氣壓在百慕達東北偏北方生成，美國海軍研究實驗室給予擾動編號96L。
8月16日上午11時，國家颶風中心將其升格為熱帶低氣壓，給予熱帶氣旋編號08L。
8月17日上午5時，國家颶風中心將其升格為熱帶風暴，並命名為恩利（Henri）。
8月21日晚間11時，國家颶風中心將其升格為一級颶風。
8月22日晚間7時，國家颶風中心將其降格為一級颶風。
8月23日上午8時，國家颶風中心將其降格為熱帶風暴。
8月24日上午8時，國家颶風中心其降格為熱帶性低氣壓。

### 颶風艾達（Ida）
8月25日上午6時，一個低氣壓在加勒比海西南部生成，美國海軍研究實驗室給予擾動編號99L。
8月26日晚間10時，國家颶風中心將其升格為熱帶低氣壓，給予熱帶氣旋編號09L。
8月27日上午5時，國家颶風中心將其升格為熱帶風暴，並命名為艾達（Ida）。颶風艾達於當天14時登陸古巴青年島。
8月28日凌晨2時，國家颶風中心將其升格為一級颶風。
8月29日凌晨2時，國家颶風中心將其升格為二級颶風。下午2時，國家颶風中心將其升格為三級颶風。下午3時，國家颶風中心將其升格為四級颶風。
8月30日上午8時，國家颶風中心將其降格為三級颶風。上午11時，國家颶風中心將其降格為二級颶風。下午1時，國家颶風中心將其降格為一級颶風。下午5時，國家颶風中心將其降格為熱帶風暴。
8月31日上午5時，國家颶風中心將其降格為熱帶性低氣壓。

### 熱帶風暴朱利安（Julian）
8月22日晚間10時，一個低氣壓在佛得角群島以西生成，美國海軍研究實驗室給予擾動編號97L。
8月29日上午11時，國家颶風中心將其升格為熱帶低氣壓，給予熱帶氣旋編號11L。晚間9時，國家颶風中心將其升格為熱帶風暴，並命名為朱利安（Julian）。
8月30日上午11時，國家颶風中心判定其已轉化為溫帶氣旋。

### 熱帶風暴凱特（Kate）
8月24日凌晨2時，一個低氣壓在佛得角群島東南偏南方生成，美國海軍研究實驗室給予擾動編號98L。
8月28日下午5時，國家颶風中心將其升格為熱帶低氣壓，給予熱帶氣旋編號10L。
8月30日晚間9時，國家颶風中心將其升格為熱帶風暴，並命名為凱特（Kate）。
9月1日晚間12時，國家颶風中心將其降格為熱帶性低氣壓。

### 颶風拉里（Larry）
8月31日凌晨2時，一個低氣壓在非洲西海岸生成，美國海軍研究實驗室給予擾動編號98L。
9月1日凌晨4時，國家颶風中心將其升格為熱帶低氣壓，給予熱帶氣旋編號12L。下午2時，國家颶風中心將其升格為熱帶風暴，並命名為拉里（Larry）。
9月2日下午2時，國家颶風中心將其升格為一級颶風。
9月4日上午5時，國家颶風中心將其升格為二級颶風。上午11時，國家颶風中心將其升格為三級颶風。
9月9日上午6時，國家颶風中心將其降格為二級颶風。
9月10日凌晨2時，國家颶風中心將其降格為一級颶風。

### 熱帶風暴明迪（Mindy）
9月1日上午6時，一個低氣壓在加勒比海西南部生成，美國海軍研究實驗室給予擾動編號91L。
9月9日上午6時，國家颶風中心將其升格為熱帶低氣壓，給予熱帶氣旋編號13L。同時，國家颶風中心將其升格為熱帶風暴，並命名為明迪（Mindy）。下午5時，國家颶風中心將其降格為熱帶性低氣壓。

### 颶風尼古拉斯（Nicholas）
9月11日上午6時，一個低氣壓在墨西哥西南部生成，美國海軍研究實驗室給予擾動編號94L。
9月12日晚間11時，國家颶風中心將其升格為熱帶風暴，命名為尼古拉斯（Nicholas）。
9月14日上午11時，國家颶風中心將其升格為一級颶風。下午5時，國家颶風中心將其降格為熱帶風暴。
9月15日上午8時，國家颶風中心將其降格為熱帶性低氣壓。

### 熱帶風暴奧德特（Odette）
9月14日晚間9時，一個低氣壓在巴哈馬東南部生成，美國海軍研究實驗室給予擾動編號96L。
9月18日上午5時，國家颶風中心將其升格為熱帶風暴，命名為奧德特（Odette）。
9月19日上午6時，國家颶風中心判定其已轉化為後熱帶氣旋。

### 熱帶風暴彼得（Peter）
9月13日晚間6時，一個低氣壓在非洲西岸附近生成，美國海軍研究實驗室給予擾動編號95L。
9月19日上午11時，國家颶風中心將其升格為熱帶低氣壓，給予熱帶氣旋編號16L。下午3時，國家颶風中心將其升格為熱帶風暴，命名為彼得（Peter）。
9月22日上午5時，國家颶風中心將其降格為熱帶性低氣壓。
9月23日上午10時，國家颶風中心判定其已轉化為後熱帶氣旋。

### 熱帶風暴蘿絲（Rose）
9月18日下午3時，一個低氣壓在佛得角群島西南偏南生成，美國海軍研究實驗室給予擾動編號97L。
9月19日下午3時，國家颶風中心將其升格為熱帶低氣壓，給予熱帶氣旋編號17L。
9月20日上午5時，國家颶風中心將其升格為熱帶風暴，命名為蘿絲（Rose）。
9月22日上午11時，國家颶風中心將其降格為熱帶性低氣壓。
9月23日下午5時，國家颶風中心判定其已轉化為後熱帶氣旋。

### 颶風山姆（Sam）
9月20日下午2時，一個低氣壓在佛得角群島西南方生成，美國海軍研究實驗室給予擾動編號98L。
9月23日凌晨3時，國家颶風中心將其升格為熱帶低氣壓，給予熱帶氣旋編號18L。晚間9時，國家颶風中心將其升格為熱帶風暴，命名為山姆（Sam）。
9月24日下午3時，國家颶風中心將其升格為一級颶風。
9月25日上午9時，國家颶風中心將其升格為二級颶風。晚間9時，國家颶風中心將其升格為三級颶風。
9月26日凌晨3時，國家颶風中心將其升格為四級颶風。
9月27日晚間9時，國家颶風中心將其降格為三級颶風。
9月28日晚間9時，國家颶風中心再度將其升格為四級颶風。
10月3日上午5時，國家颶風中心再度將其降格為三級颶風。下午3時，國家颶風中心將其降格為二級颶風。晚間9時，國家颶風中心將其降格為一級颶風。
10月4日上午11時，國家颶風中心再度將其升格為二級颶風。
10月5日上午11時，國家颶風中心再度將其降格為一級颶風。下午3時，國家颶風中心判定其已轉化為溫帶氣旋。

### 副熱帶風暴特蕾莎（Teresa）
9月24日晚間7時，一個低氣壓在百慕達以東生成，美國海軍研究實驗室給予擾動編號99L。
9月25日上午5時，國家颶風中心將其升格為副熱帶風暴，並命名為特蕾莎（Teresa)。
9月26日下午5時，國家颶風中心判定其已轉化為後熱帶氣旋。

### 熱帶風暴維克多（Victor）
9月27日，一個低氣壓在非洲西海岸生成，美國海軍研究實驗室給予擾動編號90L。
9月29日晚間10時，國家颶風中心將其升格為熱帶低氣壓，給予熱帶氣旋編號20L。
9月30日凌晨3時，國家颶風中心將其升格為熱帶風暴，命名為維克多（Victor）。
10月3日上午5時，國家颶風中心將其降格為熱帶性低氣壓。晚間8時，國家颶風中心再度將其升格為熱帶風暴。
10月4日凌晨3時，國家颶風中心再度將其降格為熱帶性低氣壓。

### 熱帶風暴萬達（Wanda）
10月26日上午10時，一個低氣壓在北卡羅來納州
哈特拉斯角東南生成，美國海軍研究實驗室給予擾動編號94L。
10月31日上午9時，國家颶風中心將其升格為副熱帶風暴，並命名為萬達（Wanda)。
11月2日凌晨3時，國家颶風中心判定其已轉化為熱帶風暴。
11月7日晚間11時，國家颶風中心判定其已轉化為溫帶氣旋。

## 風暴名稱
下面的名字將被用於2021年在北大西洋形成而又被命名的風暴。若超過21個命名風暴，將從全新的後備名單中提取名稱。如果有退役名稱的話，將由世界氣象組織在2022年春天宣布。在這個名單中未退役的名字將在2027年的風季中再次使用。這是與2015年風季使用的名單大致相同。本年未用名稱以灰色表示，黑體字表示今年已經使用過，粗體名稱表示該風暴活躍中，橙色表示下一個即將使用的熱帶氣旋名稱。
在本風季中，艾爾莎(Elsa)和朱利安(Julian)為第一次使用，分別取代2015年大西洋颶風季中被除名的埃里卡(Erika)和華金(Joaquin)。
2022年4月27日，世界氣象組織颶風委員會決定將艾達（Ida）除名，將在2027年大西洋颶風季中以伊曼妮（Imani）取代。
| - Ana - Bill - Claudette - Danny - Elsa - Fred - Grace | - Henri - Ida - Julian - Kate - Larry - Mindy - Nicholas | - Odette - Peter - Rose - Sam - Teresa - Victor - Wanda |

在2020年及之前，若超過21個命名風暴，會額外由希臘字母提取名稱，但由於在2020年風季中發現使用希臘字母作名稱會造成混亂，故由本風季起，改為從全新的後備名單中提取名稱，而後備名單同樣由21個英文字母開頭的名字組成。本年未用名稱以灰色表示，黑體字表示今年已經使用過，粗體名稱表示該風暴活躍中，橙色表示下一個即將使用的熱帶氣旋名稱。
| - Adria（未用） - Braylen（未用） | - Caridad（未用） - Deshawn（未用） | - Emery（未用） - Foster（未用） |

## 颶風季影響
以下圖表顯示了2021年大西洋颶風季的所有熱帶氣旋以及它們的登陸資料(如有)。在括號內的死亡人數屬於非直接，但仍與風暴有關的死亡。所有破壞及死亡數字都包括風暴在擾動及溫帶氣旋階段時的資料。
ACE的計算公式：{\displaystyle \sum _{}^{}{\frac {{v_{\mathrm {max} }}^{2}}{10^{4}}}}，單位為{\displaystyle 10^{4}kt^{2}}。
| 萨菲尔-辛普森飓风风力等级 |    |    |    |    |    |    |
| TD                        | TS | C1 | C2 | C3 | C4 | C5 |

| 风暴名称     | 持续日期         | 风暴最高强度 | 1分钟最大持续风速 英里/小时 （公里/小时） | 最低气压 （毫巴） | 影响地区 | 损失 （美元） | 死亡人数 | 參考資料 |
| ------------ | ---------------- | ------------ | ----------------------------------------- | ----------------- | --- | ------------- | -------- | -------- |
| 安娜         | 5月21日-5月24日  | 热带风暴     | 45 (75)                                   | 1004              | 百慕達 | 無            | 0        |          |
| 比爾         | 6月14日-6月16日  | 热带风暴     | 65 (100)                                  | 992               | 美國東岸 | 無            | 0        |          |
| 克勞德特     | 6月18日-6月22日  | 热带风暴     | 45 (75)                                   | 1004              | 路易斯安那州、密西西比州、阿拉巴馬州、喬治亞州、佛羅里達州、南卡羅萊納州、北卡羅萊納州、田納西州 | $3.5億        | 4(10)    |          |
| 丹尼         | 6月28日-6月29日  | 热带风暴     | 45 (75)                                   | 1009              | 南卡羅萊納州、喬治亞州 | 很少          | 0        |          |
| 艾莎         | 7月1日-7月10日   | 一级飓风     | 85 (140)                                  | 991               | 小安的列斯群島、向風群島、背風群島、巴貝多、小安的列斯群島、維京群島、波多黎各、伊斯帕尼奧拉島、古巴、土克斯及開科斯群島、巴哈馬、牙買加、多明尼加、海地、開曼群島、聖露西亞、佛羅里達州、喬治亞州、南卡羅萊納州、北卡羅萊納州、弗吉尼亞州、華盛頓特區、馬里蘭州、德拉瓦州、紐澤西州、康乃狄克州、羅德島州麻薩諸塞州、新罕布夏州、緬因州 | $8.75億       | 4        |          |
| 弗雷德       | 8月10日-8月20日  | 热带风暴     | 65 (100)                                  | 991               | 向風群島、巴貝多、馬丁尼克、小安的列斯群島、美屬維京群島、波多黎各、多明尼加、伊斯帕尼奧拉島、土克斯及開科斯群島、巴哈馬、古巴、佛羅里達州、阿拉巴馬州、喬治亞州、田納西州、南卡羅萊納州、北卡羅萊納州、弗吉尼亞州、西維吉尼亞州、肯塔基州、俄亥俄州、賓夕法尼亞州、紐約州、麻薩諸塞州、佛蒙特州、新罕布夏州                             | $3.11億       | 5(1)     |          |
| 葛瑞絲       | 8月13日-8月22日  | 三级飓风     | 125 (205)                                 | 962               | 背風群島、大安的列斯群島、美屬維京群島、波多黎各、伊斯帕尼奧拉島、英屬維京群島、多明尼加、海地、土克斯及開科斯群島、巴哈馬、古巴、牙買加、開曼群島、尤卡坦半島、坎佩切州、韋拉克魯斯州、普埃布拉、特拉斯卡拉州、伊達爾戈州、克雷塔羅、聖路易斯波托西市                                                                                   | $3.3億        | 13(1)    |          |
| 恩利         | 8月16日-8月25日  | 一级飓风     | 75 (120)                                  | 986               | 康乃狄克州、羅德島州、麻薩諸塞州、紐澤西州、紐約州、賓夕法尼亞州、佛蒙特州、新罕布夏州、緬因州 | $1.55億       | 0(2)     |          |
| 艾達         | 8月26日-9月3日   | 四级飓风     | 150 (240)                                 | 929               | 開曼群島、古巴、牙買加、佛羅里達州、路易斯安納州、密西西比州、阿拉巴馬州、喬治亞州、南卡羅來納州、北卡羅來納州、阿肯色州、田納西州、密蘇里州、伊利諾州、印第安納州、俄亥俄州、西維吉尼亞州、維吉尼亞州、德拉瓦州、馬里蘭州、華盛頓特區、賓夕法尼亞州、紐約州、新澤西州、康乃狄克州、羅德島、麻薩諸塞州、佛蒙特州、新罕布夏州、緬因州     | ≥。500億美元  | 115      |          |
| 凱特         | 8月28日-9月2日   | 热带风暴     | 45 (75)                                   | 1004              | 無 | 無            | 0        |          |
| 朱利安       | 8月29日-8月30日  | 热带风暴     | 60 (95)                                   | 993               | 無 | 無            | 0        |          |
| 拉里         | 9月1日-9月11日   | 三级飓风     | 125 (205)                                 | 955               | 小安的列斯群島、大安的列斯群島、巴哈馬群島、百慕大群島、紐芬蘭 | 無            | 0        |          |
| 明迪         | 9月9日-9月10日   | 热带风暴     | 45 (75)                                   | 1002              | 佛羅里達州、喬治亞州 | 無            | 0        |          |
| 尼古拉斯     | 9月12日-9月18日  | 一级飓风     | 75 (120)                                  | 988               | 德克薩斯州、路易斯安納州、密西西比州、阿拉巴馬州、喬治亞州、佛羅里達州 | 10.1億        | 0        |          |
| 奧德特       | 9月18日-9月19日  | 热带风暴     | 45 (75)                                   | 1005              | 無 | 無            | 0        |          |
| 彼得         | 9月19日-9月23日  | 热带风暴     | 50 (85)                                   | 1004              | 小安的列斯群島、背風群島、維爾京群島、波多黎各 | 無            | 0        |          |
| 蘿絲         | 9月19日-9月23日  | 热带风暴     | 50 (85)                                   | 1003              | 無 | 無            | 0        |          |
| 山姆         | 9月23日-10月5日  | 四级飓风     | 155 (250)                                 | 929               | 無 | 無            | 0        |          |
| 特蕾莎       | 9月25日-9月26日  | 亚热带风暴   | 45 (75)                                   | 1008              | 無 | 無            | 0        |          |
| 維克多       | 9月29日-10月5日  | 热带风暴     | 65 (100)                                  | 997               | 無 | 無            | 0        |          |
| 萬達         | 10月31日-11月7日 | 热带风暴     | 55 (95)                                   | 983               | 無 | 無            | 0        |          |
| 季節總結     |                  |              |                                           |                   | |               |          |          |
| 21個熱帶氣旋 | 5月21日-11月7日  |              | 155 (250)                                 | 929               | | >$55.178億    | 111      |          |

## 外部連結
- 美國國家颶風中心（页面存档备份，存于）
- 美國海軍實驗室（页面存档备份，存于）
- ACE（页面存档备份，存于）